# Air-Tahiti-Flug 805
Air-Tahiti-Flug 805 war ein Inlands-Linienflug der Air Tahiti von Hiva Oa nach Nuku Hiva, bei dem am 18. April 1991 eine Dornier 228-212 nach einem Triebwerksausfall und einem daraus resultierenden Pilotenfehler abstürzte. Bei dem Aufprall verloren zehn Menschen ihr Leben.

## Flugverlauf
Die Dornier 228 hob um 11:10 Uhr Ortszeit (22:40 Uhr MEZ) in Hiva Oa mit 22 Personen an Bord ab. Um 11:43 Uhr Ortszeit (23:13 Uhr MEZ) erfolgte der erste Kontakt mit der Flugsicherung in Nuku Hiva, die der Besatzung mitteilte, dass die Landung auf Landebahn 6 erfolgen soll. Um 11:56 Uhr Ortszeit (23:26 Uhr MEZ) hörte die Flugsicherung einen der Piloten sagen, dass er die Landebahn 24 anfliegen werde. Dies verneinte die Flugsicherung und wiederholte die Aufforderung auf Landebahn 6 zu landen. Zu diesem Zeitpunkt befand sich das Flugzeug schon nur noch in einer Höhe von ungefähr 700 ft (ca. 210 m) und 400 Meter von der Landebahn 24 entfernt, zudem fielen beide Propeller aus. In der Folge flog das Flugzeug Links- bzw. Rechtskurven, bevor es hinter der Landebahn im Wasser aufprallte. Der Aufprall tötete zehn Menschen.

## Untersuchung
Der Untersuchung zufolge erfolgte der Absturz aufgrund der unangemessenen Reaktion der Piloten auf einen Triebswerksausfall. Dieser alleine hätte das Flugzeug nicht zum Absturz bringen dürfen. Weiterhin hält der Abschlussbericht eine wahrscheinliche Alkoholisierung der Besatzung, eine mangelnde Strenge im Erlangen der Typenqualifizierung für eine Dornier und Mängel in der technischen Kontrolle des Flugzeugs seitens Air Tahiti als beitragende Faktoren fest.

## Besatzung
Der 38-jährige Kapitän erhielt seine Berufspilotenlizenz am 15. Mai 1979. Sie war zum Zeitpunkt des Absturzes bis zum 29. Februar 1992 gültig. Seine Zulassung erfolgte zunächst für eine Beechcraft Baron. Bis zum Absturz erlangte er weitere Lizenzen für Fokker F-27, de Havilland Canada DHC-6, Britten-Norman BN-2 Islander, ATR 42 und Dornier 228. Letztgenannte am 3. Dezember 1990. Ab dem 6. August 1979 arbeitete er für Air Tahiti, ab November 1980 als Kapitän. Er konnte 8.115 Flugstunden aufweisen, davon 112 mit der Dornier.
Der 42-jährige Kopilot erhielt seine Berufspilotenlizenz am 21. Juli 1983. Diese war noch bis zum 31. Juli 1991 gültig. Seine Zulassung erfolgte zunächst für eine Piper Apache. In den folgenden Jahren erlangte er Lizenzen für Britten-Norman BN-2 Islander, de Havilland Canada DHC-6, ATR 42 und Dornier 228. Letztere am 8. Dezember 1990. Nachdem er zuvor bereits für Air Moorea tätig gewesen war, arbeitete er ab dem 25. Mai 1989 für Air Tahiti. Er besaß eine Flugerfahrung von 4.766 Flugstunden, davon 95 mit der Dornier.